# Nico Blake
Nico Blake, es un personaje ficticio de la serie de televisión británica Hollyoaks, interpretada por la actriz Persephone Swales-Dawson del 6 de junio del 2014 hasta el 31 de octubre del 2016. Pershephone regresó a la serie el 15 de mayo del 2018 y se fue el 21 de junio del 2018.

## Biografía
En febrero del 2015 cuando su tío Will Savage regresa a la villa, la secuestra e intenta matarla para lastimar a Dodger, sin embargo Nico lo empuja del techo y Will cae quedando paralítico, Dodger decide echarse la culpa por lo sucedido y huye del país.
En agosto del mismo año Nico mata a Carly Bradley, golpeándola en la cabeza con un adorno, luego de ver que ella estaba peleando con su madre, Sienna. Más tarde intenta inculpar a Trevor Royle del asesinato.
En mayo del 2016 Nico asesina a Trevor acuchillándolo el día de su boda con Grace Black, después de descubrir que mantenía una aventura con su madre.
El 9 de septiembre del mismo año Nico mata a su abuelo Patrick Black después de descubrir que le había enviado a su padre adoptivo el oficial Ben Bradley el video de ella confesando el asesinato de su hija, Carly.
El 1 de noviembre del 2016 Nico murió después de quedar atrapada en un laberinto luego de que los restos de la estructura cayeran sobre ella, el incendio fue provocado intencionalmente por Cameron Campbell, quien quería vengarse de Nico por haber intentado matar a su hija, Peri Lomax.
En mayo del 2018 se reveló que Nico seguía viva y que era la persona que estaba acosando a su madre Sienna, finalmente Nico la acuchilla y Sienna muere más tarde en el hospital.

## Crímenes

### Asesinatos
Entre sus víctimas se encuentran:
| Fecha de Asesinato      | Personaje     | Causa |
| ----------------------- | ------------- | --- |
| 16 de mayo de 2018      | Sienna Blake  | murió luego de Nico la acuchillara                                                                         |
| 9 de septiembre de 2016 | Patrick Blake | murió luego de Nico lo matara asfixiándolo                                                                 |
| 25 de mayo de 2016      | Trevor Royle  | murió luego de que Nico lo acuchillara después de enterarse de que tenía una aventura con su madre, Sienna |
| 4 de agosto de 2015     | Carly Bradley | murió luego de que Nico la golpeara fuertemente en la cabeza                                               |

### Víctimas (a salvo)
- En octubre del 2016 Nico intenta lastimar a Thomas "Tom" Cunningham, pero no lo logra.[9]
- En octubre del 2016 Nico droga a Peri Lomax (de quien estaba obsesionada).[10]
- A finales de octubre del 2016 Maxine Minniver perdió al bebé que estaba esperando con Warren Fox después de que Nico y Peri detuvieran el elevador en donde estaba.
- En el 2016 Nico comienza a acosar e intimidar a Jade Albright junto con Peri.
- En el 2015 Nico intenta matar a Theresa McQueen para robarle su riñón para su trasplante.
- En el 2015 Nico intenta matar nuevamente a su madre Sienna, dejándola morir luego de que sufriera una reacción alérgica después de creer que Dylan estaba enamorado de ella. Cuando Sienna se recupera y regresa del hospital, Nico envenena su sopa, poco después la apuñala y más tarde la encierra la encierra en el departamento y le prende fuego.
- En el 2015 Nico empuja a su tío Will Savage del techo dejándolo paralítico mientras intentaba huir de él, luego de que la secuestrara e intentara matarla.
- En el 2014 Nico intenta vengarse de su propia madre Sienna Blake por rechazarla.[11][12]